# Eudioctria propinqua
Eudioctria propinqua är en tvåvingeart som först beskrevs av Stanley Willard Bromley 1924.  Eudioctria propinqua ingår i släktet Eudioctria och familjen rovflugor. Inga underarter finns listade i Catalogue of Life.